# Izjasław I
Izjasław I (st.rus. Изѧславъ; ur. ok. 1024, zm. 3 października 1078 pod Czernihowem) – książę turowski, książę nowogrodzki w latach 1052–1054, wielki książę kijowski w latach: 1054–1068, 1069–1073 oraz 1077–1078.

## Życiorys
Syn Jarosława I Mądrego z dynastii Rurykowiczów oraz Ingigerdy-Ireny, córki króla szwedzkiego Olafa III. W 1043 lub 1044 ożeniony z Gertrudą córką Mieszka II (króla Polski). Wcześniej otrzymał od ojca we władanie księstwo Turowskie. Po śmierci starszego brata Włodzimierza w 1052 Izjasław, jako najstarszy spośród żyjących braci, stał się potencjalnym następcą tronu wielkoksiążęcego w Kijowie. Ponadto otrzymał wówczas we władanie księstwo Nowogrodzkie. Zgodnie z Powieścią minionych lat Jarosław Mądry potwierdził jego prawa do tronu na łożu śmierci. Po śmierci ojca w lutym 1054, zgodnie z jego wolą, Izjasław przejął władzę w Kijowie. Światosław otrzymał księstwo czernihowskie, a Wsiewołod perejesławskie.

### Pierwsze rządy (1054–1068)
Pierwsze lata panowania Izjasława upływały pod znakiem dobrych relacji z rodzeństwem; efektem współpracy braci było opracowanie nowego wariantu lokalnego zbioru praw, tzw. Prawdy Ruskiej. Wariant ten nazywa się Prawdą Jarosławiczów. W 1058 Izjasław odniósł zwycięstwo nad bałtyckim plemieniem Galindów. W roku 1060 połączone siły braci pokonały w bitwie Turków-Guzów. W 1061 ponieśli klęskę w starciu z Połowcami.
W 1066 Wsiesław Briaczysławicz, książę połocki, niepochodzący z linii Jarosławiczów, zajął Nowogród Wielki wraz z pobliskimi grodami; stanowiło to poważne zagrożenie dla dominacji linii Izjasława i jego braci w regionie. W związku z tym Izjasław, Światosław i Wsiewołod, pod koniec lat 60. zaatakowali wspólnie Wsiesława i pokonali go w bitwie nad rzeką Niemigą (1067). Następnie podstępem, nie dotrzymawszy poręczenia nietykalności danego Wsiesławowi, uwięzili go w Kijowie. 
Poważnym zagrożeniem, z którym mierzył się Izjasław, były ataki ze strony plemienia Połowców, które około 1054 przywędrowało w okolice stepów nadczarnomorskich. Pierwszy poświadczony źródłowo atak Połowców na Ruś miał miejsce w 1061. Ich powtarzające się napady podważały stopniowo zaufanie do władzy Izjasława. W 1068 nastąpił kolejny potężny rajd Połowców, naprzeciw którym stanęły połączone siły Izjasława i braci. Wojska Rusinów poniosły klęskę nad rzeką Ałtą, a Izjasław salwował się ucieczką do Kijowa. Wywołało to wzburzenie ludu Kijowa, który poprzez posłów zażądał od Izjasława, by ten wydał ludności broń i umożliwił jej w ten sposób obronę przed Połowcami. Wobec odmowy księcia, tłum uwolnił przetrzymywanego w Kijowie Wsiesława Briaczysławicza i osadził go na tronie, Izjasław zaś opuścił wraz z rodziną stolicę Rusi.

### Pierwsze wygnanie
Po opuszczeniu Rusi Izjasław udał się na dwór Bolesława Szczodrego. Dotarł do Krakowa jesienią 1068, prosząc księcia Polski o interwencję w swojej sprawie. Bolesław postanowił przywrócić Izjasława na tron. Wiosną 1069 ruszyła polska wyprawa wojskowa  na Ruś. Zanim doszło do militarnej konfrontacji, Wsiesław opuścił swoją drużynę i zbiegł do Połocka. Z kolei bracia Izjasława przyjęli wobec niego postawę ugodową i umożliwili zajęcie stolicy przez polskie wojsko bez walki. Izjasław odzyskał władzę w Kijowie w maju 1069.

### Drugie rządy (1069–1073)
Krótko po objęciu rządów Izjasław wyprawił się na Połock, który pozostawał we władaniu Wsiesława, i zdobył go. W mieście tym osadził jako władcę swojego syna Mścisława. W 1071, książę węgierski Władysław zwrócił się do Izjasława o pomoc w wojnie, którą wraz z bratem Gezą toczyli przeciwko kuzynowi, Solomonowi. Izjasław jednak nie poparł żadnej ze stron konfliktu. 
W 1072 miał miejsce zjazd w Wyszogrodzie, podczas którego doszło do uroczystej kanonizacji i przeniesienia relikwii śś. Borysa i Gleba do ufundowanej przez Izjasława cerkwi pod ich wezwaniem. W marcu 1073 został ponownie wygnany, tym razem przez swoich braci, Światosława i Wsiewołoda. 

### Drugie wygnanie
Po wygnaniu przez braci Izjasław ponownie przybył do Krakowa prosić Bolesława o wsparcie w odzyskaniu władzy, tym razem jednak książę Polski nie zdecydował się na udzielenie wyraźnej pomocy. Władca Polski ograniczył się jedynie do kilku skromnych akcji zbrojnych w rejonie przygranicznym, a już wiosną 1074 zawarł porozumienie ze Światosławem i Wsiewołodem. Zmusił Izjasława do opuszczenia Polski, jednocześnie przywłaszczając sobie znaczną część znajdujących się w jego posiadaniu kosztowności. 
Opuściwszy Polskę, Izjasław wraz z rodziną wyruszył na tereny cesarstwa niemieckiego; tam, najpóźniej z początkiem 1075, znalazł schronienie na dworze  margrabiego łużyckiego Dediego. Podczas pobytu doszło do zawarcia małżeństwa między synem Izjasława, Jaropełkiem, a przybraną córką Dediego, Kunegundą. W 1075, przy asyście Dediego, zaaranżowano spotkanie Izjasława z Henrykiem IV. Henryk przystał wówczas na książęcą prośbę o pomoc w odzyskaniu władzy i wysłał do Kijowa poselstwo z zadaniem mediacji w tej sprawie. Światosław, przyjąwszy poselstwo niemieckie, zdołał nakłonić je do rezygnacji z jakichkolwiek planów interwencji na rzecz Izjasława.
Równocześnie Izjasław wysłał swojego syna Jaropełka do Rzymu z zadaniem pozyskania dla swojej sprawy przychylności papieża Grzegorza VII. Misja ta przyniosła skutek w postaci dwóch listów papieża: pierwszego adresowanego do Izjasława i Gertrudy, z zapewnieniami wsparcia, i drugiego, skierowanego do Bolesława Szczodrego, gdzie Grzegorz napomina władcę Polski i nakazuje mu zwrócenie Izjasławowi zagrabionych pieniędzy
W 1076 zmarł Światosław, co uczyniło kwestię odzyskania przez Izjasława tronu bardziej realną. Władzę w Kijowie przejął na krótko Wsiewołod. Z początkiem 1077 ruszyła kolejna wyprawa Bolesława Szczodrego na Ruś, zanim jednak doszło do eskalacji konfliktu, Wsiewołod zgodził się na ustąpienie z tronu, w zamian za obietnicę przejęcia rządów po śmierci Izjasława. Wówczas Ruś utraciła na rzecz Polski Grody Czerwieńskie.

### Trzecie rządy (1077–1078)
Zgodnie z przekazem latopisów Izjasław osiadł ponownie na tronie 15 lipca. Po objęciu władzy obsadził swoich synów na niezależnych księstwach: Światopełka-Michała w Nowogrodzie, a Jaropełka-Piotra w Wyszogrodzie. Swojemu bratankowi, Włodzimierzowi Monomachowi, przekazał Smoleńsk.
W następnym roku Wsiewołod zwrócił się do Izjasława o pomoc w walce z bratankiem Olegiem Michałem o władzę nad Czernihowem. Izjasław zginął w toczonej przeciw Olegowi bitwie. Mimo to zakończyła się ona zwycięstwem, a po śmierci Izjasława władzę w Rusi Kijowskiej przejął Wsiewołod. Izjasława pochowano w cerkwi Świętej Bogarodzicy w Kijowie.

## Przodkowie
| 4. Włodzimierz I Wielki 956 lub 958 - 15 lipca 1015 |  |                                                         |  |  |                                                     |
|                                                     |  | 2. Jarosław I Mądry przed 986 - 20 lutego 1054          |  |  |                                                     |
| 5. Rogneda około 956 - 1002                         |  |                                                         |  |  |                                                     |
|                                                     |  |                                                         |  |  | 1. Izjasław I około 1024/1025 - 3 października 1078 |
| 6. Olof Skötkonung około 985 - 1021/1022            |  |                                                         |  |  |                                                     |
|                                                     |  | 3. Ingegerda szwedzka XI wiek - 11 lutego 1050 lub 1051 |  |  |                                                     |
| 7. Astryda                                          |  |                                                         |  |  |                                                     |
|                                                     |  |                                                         |  |  |                                                     |

## Potomstwo
Z Gertrudą, córką Mieszka II Lamberta
- Jaropełk Piotr
- Mścisław
- Światopełk II Michał (ur. 1050[44]) - książę kijowski (1093-1113)